# أليخاندرو سلفادور
أليخاندرو سلفادور (بالإسبانية: Alejandro Salvador)‏ هو لاعب كرة قدم مكسيكي، ولد في 17 سبتمبر 1997.

## وصلات خارجية
- أليخاندرو سلفادور على موقع قاعدة بيانات كرة القدم.إي يو (الإنجليزية)
- أليخاندرو سلفادور على موقع Soccerway.com (الإنجليزية)